# ブレイクダウン (漫画)
『ブレイクダウン』は、さいとう・たかをによる日本の漫画作品。1995年から1997年まで『リイドコミック』（リイド社）にて連載された。

## 概要
小惑星の衝突によって荒廃した世界で主人公の大友海里が生き抜く姿を主軸に、物語が展開していく。さいとう・プロでの解説によれば、「『サバイバル』の青年版」。登場人物たちのサバイバル描写について、同作では野原などの荒野が中心だったのに対し、本作では廃墟と化した街中が中心となっている。
時代設定を1970年代後半として誇張された描写が多かった『サバイバル』と違い、1990年代後半としている本作では1995年に発生した兵庫県南部地震（阪神・淡路大震災）を踏まえ、実践的なサバイバル知識や現実での事例を挙げた解説などもより多く挿入されている。
主人公を少年として少年漫画誌に連載されていた『サバイバル』に対し、主人公を青年として青年漫画誌に連載されていた本作では、読者の年齢層の高さを踏まえてエログロ描写もやや過激なものとなっている。また、それに伴って絶望感を煽る描写も多く盛り込まれているため、『サバイバル』で見られたような希望を感じさせる前向きな描写は少なくなっている。
本来の単行本（SPコミックス）全5巻が絶版になった以降も文庫版やコンビニコミックとして何度か復刊されたうえ、2012年1月23日には電子書籍化もされているが、2015年5月27日に上下巻構成のコンビニコミックとして復刊された際には物語の途中（SPコミックス第3巻の最初から第4巻の途中まで）が省かれたため、「省かれた分を読みたい」との問い合わせに発売元のリイド社が謝罪することとなった。省かれた分は、さいとうの了承を得て同年6月16日からリイド社公式サイトで無料公開されている。

## あらすじ
20世紀末、直径約300mほどの小惑星ウィルビーが地球へ接近しつつあった。テレビ局に勤める大友海里は友人であるアマチュア天体・衛星の軌道追跡の第一人者・鳩山からウィルビーに関する「変な動き」を知らされ、信州の山奥にある彼の天体観測小屋へ急いで来るよう連絡を受ける。取材を目的としてスクープ至上主義者の上司・内海キャップと共に向かった大友が鳩山に見せられたのは、ミサイルを積んだ人工衛星の写真であった。それはウィルビーにミサイルを撃ち込んで破砕するという、某国政府による極秘実験ではないかと鳩山は予測する。
地球へ接近するとはいえ、静観していれば無事に通り過ぎていくはずのウィルビーにミサイルを撃ち込むという行為に大友と鳩山は一抹の不安と疑念を感じるが、内海はそれを一笑に付してスクープを独占しようと目論む。まもなくミサイルはウィルビーへ命中するが、内部に圧縮ガスを蓄えていたウィルビーはガスを噴出すると、軌道を変えながら分裂して地球への衝突コースに突入し、太平洋へ落下して大地震を引き起こす。やがて揺れは収まるが、下山した大友が目にしたのは壊滅した街並みだった。

## 登場人物
大友海里
主人公。テレビ局の報道部に籍を置く25歳の青年。一見すると緊張感のない雰囲気であるが、自然やそこに生きる生命を愛し、トレッキングや野外活動に詳しい。人間的には温和で誠実であるが、二流大学を劣等の成績で卒業し、報道人としては上司である内海はもちろんのこと同僚からもまったく当てにされておらず、局では戦力外同然の扱いであった。
高校生の時に交通事故で両親と妹を一度に亡くしているという体験から、人命（特に子供）の保護には自らの命の危険や可不可を顧みずに行動する傾向が強い。しかし、災害前の日常生活はそんな性格が酷く空回りしていた（タンクローリーの事故で煙に巻かれて苦しんでいたバードセンターの鳥たちを勝手に逃がしてしまった結果、バードセンターからは3000万円の損害賠償を請求されていた。さらに、本人は相手に大損害を与えてしまったことを自覚せず、「鳥助けをしたつもりだった」と発言して相手を激昂させており、内海にも呆れ果てられている）。
鳩山
大友の友人。アマチュアながら天体・衛星の軌道追跡の第一人者とされ、門外漢である内海にも名を知られている。
ウィルビーの衝突によって発生した大地震と衝撃波に巻き込まれ、観測小屋の下敷きになって死亡する。
内海
大友の上司。スクープを最優先し、権威主義的で自己中心的な人物であり、何かと世間からズレている大友には辛辣な態度で接することが多い。ただし、大友の同僚たちによれば、着任早々に数々のスクープを独占した相当の切れ者で、報道人としてはかなり優秀であるという。
下山後、破壊し尽くされて荒廃した街並みを目の当たりにしたショックのため、精神に失調をきたした。大友と共に鉄砲水に押し流されてしまい、その後は生死不明。大友は恐らく助からなかったと考えている模様。
蘇我昌也
観測小屋の麓に所在する街の河川敷で負傷者の治療に当たっていた、男気の強い医師。救助が来る見込みがないことを悟った人々が逃げ出す中、唯一の医療従事者として負傷者に孤軍奮闘していた。
大雨による鉄砲水の襲来を予測した大友の意見を聞き入れ、負傷者を連れて高台へ避難する。その後の生死は不明。
怪我した女性
蘇我のもとへ運ばれてきた女性。脚が瓦礫の下敷きになった状態で救助され、クラッシュシンドロームに罹っていた。満足な医療機器や援助の得られない状況下で荒療治とも呼べる治療を施された結果、当初は泣き喚いて蘇我をやぶ医者呼ばわりしていたものの、やがて治療の効果が現れると共に蘇我や大友たちに信頼を寄せるようになった。
大雨による鉄砲水の襲来を予測した大友の意見を聞き入れ、負傷者を介助しながら高台へ避難する。辛うじて高台にて持ちこたえていたが、大友が内海と共に水鉄砲に流されてしまい、その後は再会する事はなかったため、生死は不明。
駐在
河川敷で蘇我と共に被災者の救助や負傷者の手当てをしていた警察官。その職業ゆえに避難者のリーダー的な立場に立っており、当初は蘇我と連携の取れたリーダーシップを発揮しては大友にも信頼を寄せていた。しかし、根拠のない噂話を振りまいて逃亡した人々を見ていたことから、大雨による鉄砲水の襲来を予測した大友の主張をデマと決め付け、彼を河川敷から追い出した結果、残った人々と共に鉄砲水の襲来に遭い、押し流される。その後の生死は不明。
琢郎
わずかに生き残った人々と、廃墟と化した団地で共同生活をしている関西弁を話す大学生の若者。常に愛想良く振る舞っているが、実はずる賢く計算高いところがある。大友も「一番したたかに生きていくタイプ」と人物評していた。コンピュータの知識があり、無線機を使った仮設の通信網を構築して他の生存者と情報交換していた。
コレラとみられる伝染病が流行り始めると早々に見切りをつけ、「誉田公生（ホンダキミオ）」という通信相手に誘われるがまま食料を抱えて単独で東京へ向かうが、目的地で季実子に惨殺される。
蜂谷
わずかに生き残った人々と、廃墟と化した団地で共同生活をしているヤンキー風の若者。髪を逆毛に立たせた不良で、子分格の小俣と行動を共にしている。主に野外活動全般を任されており、病死者の遺体の処理などもしていた。共同生活については生きるために仕方なしといった感じであるが、本来の押しの強い性格からも発言力は強い。
食料を独占しようとしたり神田を暴行したりと好き放題であったが、小俣の死を契機に自分の行動を後悔して更生し、「自分が生まれ育った場所、仲間との思い出を捨てては行けない」と、伝染病を乗り越えて生き残った母子2名と共に残り、復興を決意する。その後の生死は不明。
小俣
わずかに生き残った人々と、廃墟と化した団地で共同生活をしているチンピラ風の若者。蜂谷の幼馴染として、常に共に行動する。蜂谷と共に傍若無人に振る舞い続けるが、まもなく自分は皆と同じく伝染病に罹ったうえ、それに先んじて神田を暴行していたことから恨みを買っており、包丁を振りかざしてきた彼女の気迫にうろたえ、単独で逃走する。その後、野犬の群れに襲われ、無残な最期を遂げる。
神田
わずかに生き残った人々と、廃墟と化した団地で共同生活をしている女性。年齢は不詳だが、大友より年上である。俊夫という幼い息子を伝染病で亡くして自暴自棄になりかけていたが、行き倒れになっていた大友を介抱するうちに乗り越える。蜂谷と小俣に暴行されるもそれすら乗り越えた後、大友と共に俊夫と生き別れていた双子の息子・祐希の安否を確認するため、東京へ向かう。やがて、閉じ込められた地下駐車場で大友と結ばれるが、その直後に発生した爆発に巻き込まれ、死亡する。
なお、所持していた写真には夫とみられる男性と、2人の赤ん坊を抱く神田の姿が収められているが、どのような経緯で祐希と生き別れになったのか、夫の所在や安否などには一切触れられていない。
江藤
わずかに生き残った人々と、廃墟と化した団地で共同生活をしている男性。堅実な人柄でリーダーを務めており、大友にも好意的で、もう一方のリーダー的存在だった蜂谷にも巧みに御しつつ頼りにしていた。
当初は周囲を励ましながら前向きに作業に当たっていたが、生き残った人々が次々と伝染病で倒れ、自給が難しくなっていくにつれて希望を失っていく。やがて共同体での生存に見切りを付け、蜂谷たちを奇襲して無力化すると倉庫に貯蔵されていた食料を奪い、好意を持っていた神田を無理やり連れて車で逃亡を図る。しかし、自身にも伝染病の兆候が現れたうえ、神田が逃げ出そうとした際に運転を誤り、事故死する。
誉田季実子（もしくは季美子）
瓦礫の山となった関東で、1人で生きている少女。年齢は不明だが、琢郎を「誉田公生」という偽名を使って誘き寄せて一撃で殺害し、食料を奪った後日に初潮を迎えている。大友と神田に保護された際には、殺害を演技で誤魔化して行動を共にするが、最後まで心を開こうとはしなかった。
地下駐車場に閉じ込められた際、菓子に群がるネズミの群れに激高して発煙筒を投げつけるが、ガソリンに引火して火災と爆発を引き起こしてしまう。大友にダクトから1人で逃がされるも、その後の生死は不明。
コンピュータに詳しい、乏しい表情、激高しやすく残虐な性質、生きることをゲームに例えるなど、連載当時における記号化された現代っ子として描かれている。
流民の男女
大友と神田と季実子が東京へ向かう途中、線路上で会った2人の男女。大勢の人々と共に東京へ向かう途中、奪い合いが起きて逃げ帰り、さらに病気で次々と死ぬなかで生き残り、2人で線路付近の廃墟で暮らしていた。
季実子の持っていた食料の幾つかを奪って食べ、大友たちには「命を粗末にするな」と酷い状況になっている東京へ行くことを止めるよう忠告する。
外国人
東京で大津波が発生した際、ライフジャケットを着用していたため、奇跡的に助かった外国人。
大津波が襲った時のトラウマで水に入れなくなったうえ、ライフジャケットも手放せなくなっていた。
タンカーの男性
子供を捜す大友が廃墟の東京で出会った、大津波で廃ビルに乗り上げたタンカーの中で暮らしていた男性。一龍ら無法者たちに狙われているためか用心深く、罠を仕掛けたり、銃を携帯したりしていた。
大友には東京と子供たちに関する情報を教える。また、大友も助言を送ったため、別れる際には手を振ってくれている。
都庁の子供たち
大地震と大津波の際、都庁に取り残された子供たち。当初は大勢が生き残っていたが、病気などで死んでいった結果、綾乃と大樹の2人をリーダーに7人だけが廃墟となって降りられなくなった都庁の最上階で、生き延びていた。
災害後、下界の大人たちが争う醜い姿を目の当たりにしたため、大人を敵視して信用しなくなっていた。綾乃は残りの食料がわずかになっていたことや、大友が命がけでビルを登って救助に来てくれたことから彼を信用したが、大樹たちは警戒して信用しなかった。しかし、大友に説得された結果、下界へ降りて共に暮らしていくことを決意した。
一龍親分
廃墟と化した東京新宿を根城にしている無法者たちのボス。隻眼で日本刀を佩びる、野武士のような風貌の怪人物。不用意に訪れる連中への見せしめとして死体を木に吊るしたり、ショーとして廃墟の都庁のビルを登らせたりしていた。
子供たちを捜しに来た大友を見逃そうとする、子供たちが持っていたわずかな食料を子分たちに収奪させる一方でぬいぐるみ内に隠されていた米に気付いていながら見逃すなど、人情深い一面も持ち合わせている。